# Wheeler, Texas
Wheeler är en stad i den amerikanska delstaten Texas med en yta av 4 km² och en folkmängd som uppgår till 1 378 invånare (2000). Wheeler är administrativ huvudort i Wheeler County. Både staden och countyt har blivit namngivna efter juristen Royal Tyler Wheeler.